# Pływanie na Letnich Igrzyskach Olimpijskich 2024 – 1500 m stylem dowolnym kobiet
1500 m stylem dowolnym kobiet – konkurencja pływacka, która odbyła się podczas Letnich Igrzysk Olimpijskich 2024 w Paryżu. Eliminacje zostały rozegrane 30 lipca, a finał 31 lipca 2024.

## Terminarz
| Data          | Godzina rozpoczęcia (CET) | Runda      |
| ------------- | ------------------------- | ---------- |
| 30 lipca 2024 | 11:51                     | Eliminacje |
| 31 lipca 2024 | 21:13                     | Finał      |

## Rekordy
Rekord świata i rekord olimpijski przed rozpoczęciem zawodów:
| Rekord            | Zawodniczka   | Czas     | Miejsce      | Data          |
| ----------------- | ------------- | -------- | ------------ | ------------- |
| Rekord świata     | Katie Ledecky | 15:20,48 | Indianapolis | 16 maja 2018  |
| Rekord olimpijski | Katie Ledecky | 15:35,35 | Tokio        | 26 lipca 2021 |

W trakcie zawodów ustanowiono następujące rekordy:
| Data     | Etap konkurencji | Zawodniczka   | Czas     | Rekord |
| -------- | ---------------- | ------------- | -------- | ------ |
| 31 lipca | finał            | Katie Ledecky | 15:30,02 | OR     |

## Wyniki

### Eliminacje
| Miejsce | Wyścig | Tor | Zawodniczka              | Reprezentacja     | Czas       | Uwagi |
| ------- | ------ | --- | ------------------------ | ----------------- | ---------- | ----- |
| 1.      | 3      | 4   | Katie Ledecky            | Stany Zjednoczone | 15:47,43   | Q     |
| 2.      | 2      | 4   | Simona Quadarella        | Włochy            | 15:51,19   | Q     |
| 3.      | 2      | 5   | Anastasija Kirpicznikowa | Francja           | 15:52,46   | Q     |
| 4.      | 2      | 3   | Isabel Gose              | Niemcy            | 15:53,27   | Q     |
| 5.      | 2      | 6   | Moesha Johnson           | Australia         | 16:04,02   | Q     |
| 6.      | 3      | 5   | Li Bingjie               | Chiny             | 16:05,26   | Q     |
| 7.      | 3      | 2   | Beatriz Dizotti          | Brazylia          | 16:05,40   | Q     |
| 8.      | 3      | 1   | Leonie Märtens           | Niemcy            | 16:08,69   | Q     |
| 9.      | 1      | 5   | Gan Ching Hwee           | Singapur          | 16:10,13   | NR    |
| 10.     | 3      | 6   | Katie Grimes             | Stany Zjednoczone | 16:12,11   |       |
| 11.     | 2      | 1   | Ginevra Taddeucci        | Włochy            | 16:12,45   |       |
| 12.     | 2      | 7   | Eve Thomas               | Nowa Zelandia     | 16:13,74   |       |
| 13.     | 2      | 2   | Gao Weizhong             | Chiny             | 16:27,11   |       |
| 14.     | 1      | 4   | Kristel Köbrich          | Chile             | 16:27,18   |       |
| 15.     | 3      | 7   | Vivien Jackl             | Węgry             | 16:31,25   |       |
| 16.     | 1      | 3   | Sasha Gatt               | Malta             | 17:00,54   |       |
| 17. !   | 3      | 3   | Lani Pallister           | Australia         | 99:99,99 ! | DNS   |

### Finał
| Miejsce | Tor | Zawodniczka              | Reprezentacja     | Czas     | Uwagi |
| ------- | --- | ------------------------ | ----------------- | -------- | ----- |
| 1 !     | 4   | Katie Ledecky            | Stany Zjednoczone | 15:30,02 | OR    |
| 2 !     | 3   | Anastasija Kirpicznikowa | Francja           | 15:40,35 | NR    |
| 3 !     | 6   | Isabel Gose              | Niemcy            | 15:41,16 | NR    |
| 4.      | 5   | Simona Quadarella        | Włochy            | 15:44,05 |       |
| 5.      | 7   | Li Bingjie               | Chiny             | 16:01,03 |       |
| 6.      | 2   | Moesha Johnson           | Australia         | 16:02,70 |       |
| 7.      | 1   | Beatriz Dizotti          | Brazylia          | 16:02,86 |       |
| 8.      | 8   | Leonie Märtens           | Niemcy            | 16:12,57 |       |